# Meżyhaji
Meżyhaji (ukr. Межигаї) – osiedle na Ukrainie, w obwodzie iwanofrankiwskim, w rejonie iwanofrankiwskim, w hromadzie Rohatyn. W 2001 roku liczyło 19 mieszkańców.